# Ficsor Mihály (jogász, 1938)
Idősebb Ficsor Mihály (Heves, 1938. szeptember 26. –) magyar jogász, a Szellemi Tulajdon Világszervezete volt főigazgató-helyettese, a szerzői jog nemzetközi hírű művelője.

## Családja
Szülei Ficsor Mihály és Tóth Jolán. 1963-ban kötött házasságot Borsos Erzsébettel. Gyermekeik Ficsor Mihály Zoltán dr., jogász, a Szellemi Tulajdon Nemzeti Hivatala egykori elnökhelyettese (született 1964-ben) és Ficsor Szilvia Zsuzsanna (született 1971-ben).

## Életpályája
A Szegedi Tudományegyetem Jogtudományi Karán (1959 - 1960), majd az Eötvös Loránd Tudományegyetem jogi karán (1960 és 1964 között) folytatta jogi tanulmányait. 1964 és 1966 között a Pesti Központi Kerületi Bíróságon (PKKB) fogalmazó, majd 1966 és 1969 között bíró volt. 1969 és 1975 között az Igazságügyi Minisztérium törvényelőkészítési főosztályának főelőadójaként dolgozott. 1975 és 1977 között a Szerzői Jogvédő Hivatal elnökhelyettese, majd 1977 és 1985 között elnöke volt. 1985-től Genfben a Szellemi Tulajdon Világszervezeténél dolgozott, előbb osztályvezetőként, 1991 és 1994 között főosztályvezetőként, 1993 és 1998 között főigazgató-helyettesként. Nemzetközi szinten elismert szerzői jogi szakértő; számos ország egyetemein volt előadó.

## Díjai, elismerései
Magyar Köztársasági Érdemrend lovagkeresztje (2003)

## Főbb művei
- A szerzői jogok közös kezelése (1990)
- Szerzői jog a digitális korban (1997)

## Külső hivatkozások
- Életrajza angolul